# Rena Kanokogi
Rena Kanokogi, née Rena Glickman née le 30 juillet 1935 et morte le 21 novembre 2009 à New York, est une pionnière américaine de la pratique féminine du Judo.

## Biographie
Née Rena Glickman en 1935, Rena découvre le judo en 1955. La pratique féminine étant interdite, elle participe en 1959 à une compétition YMCA travestie en homme. Démasquée après sa victoire, elle doit déclarer forfait. En 1962, elle part pour le Kōdōkan à Tokyo. Après avoir vaincu toutes ses adversaires femmes, elle est la première femme autorisée à s’entraîner dans un dojo réservé aux hommes, et y fait la rencontre de son second mari Ryohei Kanokogi, ceinture noire de judo 5e dan. Militante de la pratique sportive féminine, elle revient aux États-Unis et s'implique personnellement dans l'organisation des premiers championnats du monde féminin de judo au Madison Square Garden. Elle devient l'entraineuse de l’équipe nationale féminine américaine, composée notamment de Maureen Braziel et Margaret Castro, et tient cette fonction lors de la première apparition du judo aux Jeux olympiques, en 1988 à Séoul. Première femme à recevoir la ceinture noire de judo 7e dan, elle est décorée de l'Ordre du Soleil levant par l’empereur du Japon en 2008, un an avant son décès d'une leucémie